# Török Antal
Török Antal (Földvár, Brassó vármegye, 1761. május 30. – Temesvár, 1832. április 6.) megyéspüspök.

## Életútja
Battai címzetes apát, Újbesenyőn plébános, a temesvári szeminárium rektora, az egyházmegyei alapítványok igazgatója volt. 1805-től csanádi kanonok, 1828–29-ben nagyprépost és káptalani helynök. 1829-ben kinevezett, 1830. március 15-én megerősített csanádi püspök. Már 1832-ben elhunyt. Sírja a temesvári székesegyházban van.